# Elan (gratte-ciel)
Elan est un gratte-ciel construit à Vancouver au Canada en 2008.
Il abrite sur une hauteur totale de 103 mètres, (113 mètres avec l'antenne), 229 logements sur 34 étages.
L'architecte est l'agence Merrick Architecture.
Le promoteur ('developper') est la société Cressey Development Corp.